# Pardosa isago
Pardosa isago là một loài nhện trong họ Lycosidae.
Loài này thuộc chi Pardosa. Pardosa isago được Hozumi Tanaka miêu tả năm 1977.